# Vene bronchiali
Le vene bronchiali sono vasi sanguigni di piccola entità che drenano il sangue proveniente dalle strutture parenchimali e spesse (bronchi di maggiore calibro) dei polmoni, nei punti non di competenza del sistema delle vene polmonari. Queste drenano anche la pleura viscerale, limitando il raggio di azione delle prime, che si riducono a convogliare appena il 13% del sangue apportato dalle arterie bronchiali.
In maniera del tutto singolare, per delle vene appartenenti alla grande circolazione come le vene bronchiali, esse veicolano sangue arterioso ben ossigenato, senza peraltro destinarlo direttamente al cuore. Ciò sembra dipendere principalmente dalle estese connessioni anastomotiche riscontrate fra vene bronchiali e polmonari
.
Originano dalle reti capillari (nutritive, senza funzione di ematosi) generate dalle arterie bronchiali. Passano attraverso l'ilo polmonare. L'asimmetria dei visceri toracici determina un diverso punto di sbocco a sinistra (dove trovano la vena intercostale suprema e la vena emiazygos accessoria) e a destra (tutte dirette alla vena azygos).